# فرانچسکو د روسه
فرانچسکو دی رز (انگلیسی: Francesco De Rose؛ زادهٔ ۲۱ ژوئن ۱۹۸۷) بازیکن فوتبال اهل ایتالیا است.
از باشگاه‌هایی که در آن بازی کرده‌است می‌توان به ماترا کالچو، باشگاه فوتبال رجینا، باشگاه فوتبال کوزنتسا کالچو، و باشگاه فوتبال لچه اشاره کرد.